# Stefan Tsankov

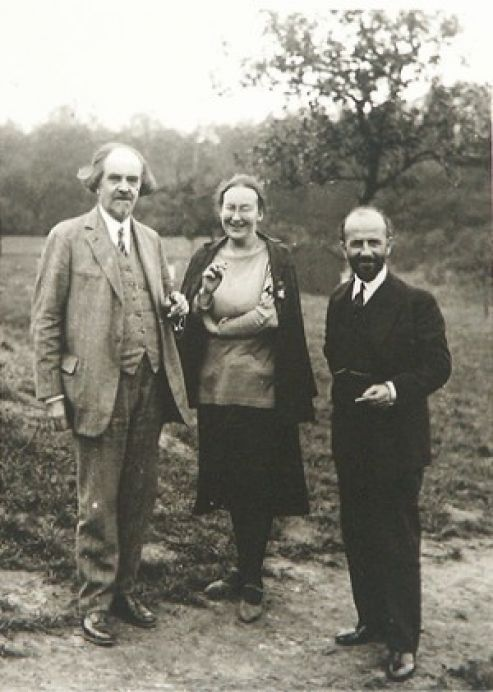
Stefan Tsankov (r.) met Nikolaj Berdjajev (l.) en Maria Skobtsova (m.) in 1938.

Stefan Stantsjev Tsankov (Bulgaars: Стефан Станчев Цанков) (Gorna Orjachovitsa, 4 juli 1881 - Sofia, 20 maart 1965) was een Bulgaars theoloog en aartspriester van de Bulgaars-Orthodoxe Kerk. Hij was een polyglot en sprak tien talen.

## Biografie
Hij studeerde theologie aan de Faculteit Godgeleerdheid aan de Universiteit van Chernivtsi (Dr. theol. 1905) en rechtsgeleerdheid aan de Universiteit Zürich (Dr. jur. 1918, diss. Die Verfassung der bulgarischen orthodoxen Kirche). Van 1918 tot 1919 volgde hij een postdoctorale studie aan de Universiteit van Lausanne. Na de Eerste Wereldoorlog was hij hoogleraar kerkelijk recht (1923-1950) aan de Universiteit van Sofia. Hij was decaan (1923-1924, 1938-1939) en rector (1940-1941) van de universiteit. In 1926 werd hij rector van de Alexander Nevski-kathedraal met de titel van aartspriester (protopresbyter). Sinds 1932 was hij lid van de Bulgaarse Academie van Wetenschappen. De Universiteit van Athene en de Universiteit van Oxford verleenden Tsankov respectievelijk in 1936 en 1937 eredoctoraten. Ook de Evangelisch-Lutherse Academie van Boedapest verleende Tsankov een eredoctoraat (1955). Na de staatsgreep van 1944 die de communisten aan de macht bracht, zat Tsankov korte tijd gevangen. Na zijn vrijlating kon hij zijn wetenschappelijk werk aan de universiteit voortzetten. Van 1948 tot 1950 adviseerde hij de Synode van de Bulgaars-Orthodoxe Kerk.
Tsankov, die geen politieke interesses had (maar in de periode vóór 1943 wel op goede voet stond met koning Boris III), werd door de communistische autoriteiten goeddeels met rust gelaten. Hij was evenwel geen vriend van het regime, ofschoon hij het broederschapskarakter van het socialisme accepteerde. Hij verwierp echter de methoden om tot dit doel te komen. Reizen naar het buitenland kon hij nog wel maken, maar bleven vrijwel beperkt tot het Oostblok. Hij nam deel aan de eerste Christelijke Vredesconferentie in Praag (1958-1959). In 1961 ging hij (waarschijnlijk onder druk van de autoriteiten) met emeritaat. Zijn publicaties handelden voornamelijk over de geschiedenis van de Bulgaarse orthodoxie en het kerkelijk recht. Hij was misschien wel de enige Bulgaarse theoloog van naam die deel nam aan wetenschappelijke (theologische) conferenties in het buitenland tijdens het interbellum. Zijn boek Das orthodoxe Christentum des Ostens: sein Wesen und seine gegenwärtige Gestalt, een bewerking van gastcolleges in Berlijn, gold als een standaardwerk over de theologie en gebruiken van de oosterse orthodoxie. Tsankov was een voorstander van de oecumene en grondlegger van de Bulgaarse raad voor oecumene. 
Stefan Tsankov overleed op 20 maart 1965 in Sofia.
De theologische faculteit van de Universiteit van Sofia (1923) is opgericht door Prof. Tsankov.

## Werken (Duitstalig)
- Die Verfassung der bulgarischen orthodoxen Kirche (1918, diss.)
- Die Verwaltung der bulgarischen orthodoxen Kirche (1920)
- Das Orthodoxe Christentum des Ostens (1928)
- Die prinzipiellen Schwierigkeiten der Abhaltung eines Ökumenischen Konzils (1936)